# 塔博耶
塔博耶（法語：Taboye），是馬里的城鎮，位於該國東部，由加奧區的布雷姆省負責管轄，面積1,452平方公里，海拔高度208米，2009年人口20,503，人口密度每平方公里14人。